# Meningodora compsa
Meningodora compsa är en kräftdjursart som först beskrevs av Fenner A. Chace 1940.  Meningodora compsa ingår i släktet Meningodora och familjen Oplophoridae. Inga underarter finns listade i Catalogue of Life.